# Loodsvogel
De loodsvogel (Pycnoptilus floccosus) is een zangvogel uit de familie Acanthizidae (Australische zangers).

## Verspreiding en leefgebied
Deze soort is endemisch in Australië en telt twee ondersoorten:
- P. f. sandlandi: de kust van New South Wales en oostelijk Victoria.
- P. f. floccosus: Maokegebergte van New South Wales.

## Status
De grootte van de populatie is in 2021 geschat op 88.000 volwassen vogels. Door natuurbranden in 2019-2020 zijn de aantallen sterk afgenomen. Op de Rode lijst van de IUCN heeft deze soort daarom de status kwetsbaar.